# Lovington (Illinois)
Lovington es una villa ubicada en el condado de Moultrie en el estado estadounidense de Illinois. En el Censo de 2010 tenía una población de 1130 habitantes y una densidad poblacional de 540,64 personas por km².

## Geografía
Lovington se encuentra ubicada en las coordenadas 39°42′52″N 88°37′54″O / 39.71444, -88.63167. Según la Oficina del Censo de los Estados Unidos, Lovington tiene una superficie total de 2.09 km², de la cual 2.09 km² corresponden a tierra firme y (0%) 0 km² es agua.

## Demografía
Según el censo de 2010, había 1130 personas residiendo en Lovington. La densidad de población era de 540,64 hab./km². De los 1130 habitantes, Lovington estaba compuesto por el 98.05% blancos, el 0.27% eran afroamericanos, el 0.44% eran amerindios, el 0.44% eran asiáticos, el 0% eran isleños del Pacífico, el 0.18% eran de otras razas y el 0.62% pertenecían a dos o más razas. Del total de la población el 0.35% eran hispanos o latinos de cualquier raza.